# Летсхерт, Тимо
Тимо Летсхерт (нидерл. Timo Letschert; родился 25 мая 1993, Пюрмеренд, Нидерланды) — нидерландский футболист, защитник.

## Клубная карьера
Летсхерт начал профессиональную карьеру в клубе «Гронинген». 13 апреля 2013 года в матче против «Хераклеса» он дебютировал в Эредивизи. В начале 2014 года Тимо перешёл в «Роду». 8 февраля в матче против НАК Бреда он дебютировал за новый клуб. По итогам сезона команда вылетела из элиты, но Летсхерт остался в клубе. Летом Тимо на правах аренды перешёл в «Утрехт». 28 сентября в матче против «Твенте» он дебютировал за новую команду. По окончании аренды клуб выкупил трансфер игрока. 29 августа 2015 года в поединке против своего бывшего клуба «Гронингена» он забил свой первый гол за «Утрехт».
Летом 2016 года Летсхерт перешёл в итальянский «Сассуоло». Сумма трансфера составила 3,5 млн. евро. 21 сентября в матче против «Кьево» он дебютировал в итальянской Серии A.